# فرنسيسكو سلفادور لوبيز بريتو
فرنسيسكو سلفادور لوبيز بريتو (بالإسبانية: Francisco Salvador López Brito)‏ هو سياسي مكسيكي، ولد في 4 أكتوبر 1949 في ولاية سينالوا في المكسيك. حزبياً، نشط في حزب العمل الوطني. وقد انتخب عضو مجلس الشيوخ من المكسيك وانتخب عضو مجلس النواب المكسيك.